# Google Nest
Google Nest ist die Smart-Home-Sparte von Google LLC. Diese geht zurück auf das ehemals eigenständige Unternehmen Nest Labs Inc., das im Februar 2018 in die Hardwareabteilung von Google integriert wurde.

## Unternehmensgeschichte
Nest wurde im Jahr 2010 von Tony Fadell und Matt Rogers gegründet. Das Unternehmen konnte vor der Gründung 50 Mio. US-Dollar Risikokapital einwerben. Frühe Investoren waren Kleiner Perkins Caufield & Byers und Shasta Ventures.  2011 investierte auch Google Ventures in Nest.
Die Auslieferung der Thermostate begann im Herbst 2011. Die erste Charge war innerhalb einer Woche ausverkauft. Im Jahr 2012 stieß Chip Lutton, Apples ehemaliger oberster Patentberater, zum Unternehmen; unter seiner Anleitung wurde das Patentportfolio entscheidend ausgebaut. Im April 2012 erhob Honeywell Klage gegen Nest wegen Patentrechtsverletzungen.
Seit Oktober 2012 wurde die zweite Generation der Nest-Heizungsregler vertrieben. Nest Labs gehört zu den Partnern der im Jahr 2013 gestarteten US-amerikanischen Energieinitiative MyEnergi Lifestyle des Autoherstellers Ford. Im Januar 2014 wurde Nest von Google Inc. für 3,2 Mrd. US-Dollar übernommen, was es zur zweitgrößten Firmenübernahme in Googles Geschichte nach Motorola Mobility macht. Seit August 2015 gehörte Nest in Folge der Umstrukturierung von Google zur Alphabet Inc., im Februar 2018 wurde Nest der Hardware-Abteilung von Google zugeschlagen.
Mit 726 Millionen Dollar Umsatz im Jahr 2017 erzielte man Verluste von 621 Millionen Dollar.
Auf der Google I/O 2019 wurde angekündigt, dass Google zukünftig nur noch eine große Smart-Home-Marke anbieten will. Zu diesem Zwecke wurden die vormals unter der Marke Google Home angebotenen Geräte zu Google Nest überführt.
Die Cloudanbindung erfordert ein Abo bei Nest Aware. Der Preis dafür steigt in Österreich und Deutschland ab August 2025 von 6 auf 10 € pro Monat (+67 %) - und bei Nest Aware Plus von 10 auf 18 € pro Monat (+80 %).

## Produkte

### Thermostate
Die Thermostate sind lernfähig und passen die Raumtemperatur an die Außentemperatur und an Gewohnheiten der Bewohner an, senken die Temperatur sensorgesteuert, Wi-Fi-unterstützend und programmierbar (siehe auch: Hausautomation), wenn sich keine Personen im Haus befinden. Die programmierbaren Raumtemperatur-Regler sollen die in den USA übliche, wenig effiziente 2-Punkt-Regelung (nur 0 oder 100 % Heiz- bzw. Kühlleistung gegenüber der in anderen Ländern üblichen Stetigregelung) verbessern. Der Thermostat erlernt anhand der gewählten Einstellungen die Gewohnheiten seines Benutzers.
Nest entwarf die Raumthermostate als Ersatz für Zweipunkt-Heizungsthermostate. Wegen der in den USA üblich geringen Gebäudemasse (Holzbauweise) wird die gewünschte Raumtemperatur durch getaktetes Ein und Ausschalten der Heizung/Kühlung geregelt.
War anfangs die Klemmleiste zum Anschluss an die US-Gebäudetechnik konzipiert, so unterstützt die dritte Thermostat-Generation den weltweiten OpenTherm-Standard und ist so mit neueren Heizanlagen in Europa kompatibel.
Nest-Thermostate werden zur Selbstinstallation beworben. Nest bietet auch in für den Betrieb der Thermostate freigegebenen Ländern einen Installationsservice an. Bei der Konfiguration der Heizungsregler wird zur geografischen Optimierung die Eingabe der Postleitzahl benötigt.

### Sicherheitssysteme
Seit dem Jahr 2017 bietet Nest eine Outdoor-Überwachungskamera und eine Türglocke an, die man mit dem Online-Service Nest Aware verbinden kann. Das Alarmsystem Nest Guard verbindet einzelne Geräte über Zusatzprodukte oder eine App. Um alle Funktionen zu nutzen, muss man auf den Online-Service setzen.
Ein Guard-Paket mit zwei Detect und zwei Nest kostet 499 Dollar. Nest Detect umfasst Sensoren für das Guard-System: Bewegungs-, Licht- und Beschleunigungssensoren an den Türen oder Fenstern sollen einen Einbruch melden. Ein Nest Detect kostet pro Stück 59 Dollar.
Mit einem NFC-fähigen Smartphone oder optionalen Nest Tags (NFC-Schlüsselbund-Anhängern für 25 Dollar) schaltet man den Alarm ein- und aus, um Fehlalarme zu vermeiden.

### Smart-Home-Steuerung
Im Jahr 2019 wurde Googles Produktsparte mit smarten Lautsprechern und Steuerungsgeräten (Hubs) zu Google Nest überführt, darunter Google Nest Audio.

## Kritik
Im Februar 2019 kündigte Google an, dass der Google-Sprachassistent das Nest-Sicherheitssystem Secure ansteuert – über ein Mikrofon in Nest Guard. Käufer wurden bis dahin nicht informiert, dass sie mit Nest-Geräten ein Mikrofon erwarben. Ein Google-Sprecher meinte dazu, „das Mikrofon im Gerät war nie als Geheimnis gedacht und hätte in den technischen Daten aufgeführt sein müssen. Das war ein Fehler von unserer Seite“.

## Auszeichnungen
- 2012: Technology Innovation Award des Wallstreet Journal in der Kategorie Energie[23]